# 百済王孝忠
百済王 孝忠（くだらのこにきし こうちゅう）は、奈良時代の貴族。官位は従四位下・出雲守。

## 経歴
天平8年（736年）従五位下に叙爵。天平10年（738年）に遠江守に任ぜられ、天平13年（741年）に重任している。
天平15年（743年）橘諸兄の左大臣任官と同時に従五位上へ叙せられると、天平16年（744年）正五位下、天平19年（747年）正五位上、天平20年（748年）従四位下と、聖武朝後半の橘諸兄政権下で順調に昇進する一方、天平18年（746年）には左中弁、次いで橘諸兄が大宰帥に任ぜられるとその下僚として大宰大弐に転じている。
天平勝宝元年（749年）孝謙天皇の即位後間もなく紫微中台が新設されると、その次官（紫微少弼）に任ぜられるが、翌天平勝宝2年（750年）に出雲守として地方官に転任する。天平勝宝4年（752年）の東大寺大仏開眼会の際には鎮裏京使に任ぜられ、内裏と平城京の警護を務めている。

## 官歴
※以下、『続日本紀』の記載に従う。
- 天平8年（736年） 正月21日：従五位下（当時の位階は正六位上）
- 天平10年（738年） 4月22日：遠江守
- 天平13年（741年） 8月9日：遠江守（重任）
- 天平15年（743年） 5月5日：従五位上
- 天平16年（744年） 2月11日：正五位下
- 天平18年（746年） 4月11日：左中弁。10月25日：大宰大弐
- 天平19年（747年） 正月20日：正五位上
- 天平20年（748年） 2月19日：従四位下
- 天平勝宝元年（749年） 8月10日：紫微少弼
- 天平勝宝2年（750年） 3月12日：出雲守